# Sinomantis maculata
Sinomantis maculata es una especie de mantis de la familia Iridopterygidae.

## Distribución geográfica
Se encuentra en Hainan (China).